# Metaphycus helvolus
Metaphycus helvolus är en stekelart som först beskrevs av Compere 1926.  Metaphycus helvolus ingår i släktet Metaphycus och familjen sköldlussteklar. Arten är reproducerande i Sverige. Inga underarter finns listade i Catalogue of Life.